# Kindberg
Kindberg é uma cidade da Áustria, situada no distrito de Bruck-Mürzzuschlag, no estado da Estíria. Tem 90,52 km² de área e sua população em 2019 foi estimada em 8.148 habitantes.

## História
No século VIII, os primeiros colonos da Baviera instalaram-se no Mürztal. A liquidação e compensação mais intensiva teve lugar no século XII. A 8 de Maio de 1267, um dos piores terramotos da história da Áustria ocorreu perto de Kindberg.
Entre 1779 e 1786 teve lugar uma das mais terríveis séries de assassinatos na Áustria:  Uma criada de 30 anos ("a Herzlfresser") matou seis mulheres e comeu o coração de duas delas.
Kindberg é bem conhecida pelas suas decorações florais. No concurso europeu "Entente Florale Europe" Kindberg foi condecorado com uma medalha de ouro em 2003 e com uma medalha de prata em 1997 na categoria "cidade".
Em 2020, um fragmento de um meteorito pesando 233 gramas foi encontrado em Kindberg - a primeira descoberta de um meteorito austríaco em 44 anos.

## Cultura
O marco de Kindberg é o Kindberger Zunftbaum, um poste de madeira de aproximadamente 30 metros de altura na praça principal.